# Jan Delay
Jan Delay, pseudonimo di Jan Phillip Eißfeldt (Amburgo, 25 agosto 1976), è un rapper, cantautore e produttore discografico tedesco.
Il suo nome d'arte è un omaggio a Young Deenay, rapper tedesca attiva negli anni '90.

## Biografia
Nel 1991 ha iniziato a lavorare nel mondo musicale facendo parte del gruppo Beginner, tra i primi gruppi hip hop tedeschi.
Nel 2001 ha pubblicato il suo primo album da solista.

## Discografia solista
- 2001 - Searching for the Jan Soul Rebels
- 2006 - Mercedes Dance
- 2007 - Searching - the Dubs
- 2007 - Mercedes Dance - Live
- 2009 - Wir Kinder vom Bahnhof Soul
- 2010 - Wir Kinder vom Bahnhof Soul - Live
- 2014 - Hammer & Michel